# 弗雷德·斯卡利特
弗雷德·斯卡利特（英語：Fred Scarlett，1975年4月29日—），英国男子赛艇运动员。他曾代表英国参加2000年夏季奥林匹克运动会赛艇比赛，获得男子八人单桨有舵手金牌。